# Пушечный залп
«Пушечный залп» (нидерл. Het kanonschot) — картина голландского живописца Виллема ван де Велде младшего (1633—1707). Создана примерно в 1680 году. Хранится в Государственном музее в Амстердаме (инв. №SK-C-244).

## Описание
Виллем ван де Велде младший был одним из самых известных художников-маринистов своего времени. Как и его отец Виллем ван де Велде старший, он в первую очередь был корабельным портретистом. Он не пропускал ни одной детали, независимо от того, был ли корабль в действии или стоял на якоре. Художник подробно изображает корабли, однако с морем и небом он обходился более свободно.
На этой картине художник изобразил полный штиль. Паруса на фрегате вяло свисают, а водная гладь лишь слегка шевелится. Стоит ясный день; солнечный свет прекрасно выделяет паруса на фоне густого дыма от снаряда, выпущенного для салютования.
В 1854 году Адриан ван дер Hop (1778—1854) из Амстердама завещал картину городу. 30 июня 1885 года Государственный музей (Амстердам) взял взаймы картину у города.

## Ссылка
- Информация на сайте музея (англ.)